# Voicst
Voicst ist ein Indie-Rock-Band aus Amsterdam. Der Name stammt vom Entdecker des nepalesischen Yaks, der sein erstes Tier „Voicst“ nannte.

## Geschichte
Nachdem sie bereits 1994 als Schülerband begonnen hatten, kam die Band 2001 wieder zusammen. Nach etwa einem Jahr Proben in einem Kellerraum, ohne in der Zwischenzeit einen Auftritt zu spielen, startete die Karriere 2002 mit einem Konzert im Winston in Amsterdam. Anschließend wurden sie unter anderem als Vorgruppe für Millionaire eingeladen. 
Ihre erste EP Eat the Evidence EP veröffentlichten Voicst auf dem Independent-Label Labelman. 
2004 veröffentlichten sie ihr erstes Album 11-11. Es wurde im privaten Studio von James Iha (Smashing Pumpkins) aufgenommen. Es wurde von Eli Janney (Girls Against Boys) produziert. 
Die zweite Single des Albums Whatever You Want From Life ist in einem Heineken Werbespot, in der amerikanischen Fernsehserie One Tree Hill und im Videospiel 2006 FIFA World Cup zu hören. 
Anfang 2007 kehrten Voicst ins Studio zurück für ihr zweites Album A Tale of Two Devils. Sie arbeiteten mit Peter Katis (Produzent von Interpol und The National) zusammen.
2011 produzierten sie exklusiv für die Einführungskampagne des BMW F20 den Song Glow.

## Diskografie

### Alben
- 2004: 11-11 (Duurtlang Records)
  - 2005: US re-release: Intrigue Music
  - 2006: AU re-release: Cortex Records
  - 2007: JP re-release: Kurofune Records
- 2008: A Tale of Two Devils (Play It Again Sam/Goodbusy Records)

### EPs
- 2003: Eat The Evidence (Labelman/Six-Def Recordings)

### Singles
- 2001: Sgt.Gonzo/Major Tom (7" split single w/ Buffoon; Labelman)
- 2005: Dazzled Kids (Duurtlang Records)
- 2006: Whatever You Want From Life (Duurtlang Records)
- 2006: Acts Of Fire (Duurtlang Records)
- 2008: Everyday I Work On The Road (Play It Again Sam/Goodbusy Records)
- 2008: Feel Like A Rocket (Play It Again Sam/Goodbusy Records)
- 2009: A Year and a Bit (Intrigue Music)